# Wikipedia en árabe egipcio
La Wikipedia en árabe egipcio (ويكيبيديا مصرى AFI: [we̝kɪˈbedjæ ˈmɑsˤri, wɪkɪˈpɪdjæ-],  ‹wykybydya mṣry›) es la edición de Wikipedia en ese idioma, sirviendo principalmente como una alternativa a la Wikipedia en árabe en favor de las personas que hablan el "dialecto" egipcio.

## Historia
La versión en árabe egipcio de Wikipedia fue propuesta el 30 de marzo de 2008, partiendo como tal el 2 de abril de ese mismo año en la Incubadora de Wikimedia. 
La propuesta fue aceptada en julio de 2008 haciéndose el anuncio en el primer día del Wikimanía 2008, realizado en la ciudad egipcia de Alejandría. Finalmente, el 24 de noviembre, la Wikipedia en árabe egipcio se convirtió en una Wikipedia oficial, siendo todos sus artículos trasladados desde la incubadora a una nueva dirección URL.

## Origen
El origen de la propuesta de la Wikipedia en árabe egipcio se basa en el interés activo de los wikipedistas egipcios en la contribución de artículos, especialmente en la Wikipedia en árabe, ya que en esta última, un gran número de contribuyentes son de esta nacionalidad.
La idea detrás de la creación de esta versión de Wikipedia es tener una enciclopedia que esté escrita en una lengua que los egipcios usan en su vida cotidiana, esperando que sea mucho más fácil para los egipcios leerla y animar a más personas a contribuir en ella.

## Desarrollo
Actualmente, la Wikipedia en árabe egipcio posee 1 626 667 artículos. También la comunidad de esta versión está desarrollando un Wikcionario en este idioma.

## Fechas clave
2022
- 23 de agosto: Wikipedia en árabe egipcio alcanza 1 600 000 artículos.

2021
- 26 de diciembre: Wikipedia en árabe egipcio alcanza 1 500 000 artículos.

2020
- 28 de julio: Wikipedia en árabe egipcio alcanza un millón de artículos.
- 11 de mayo: Wikipedia en árabe egipcio alcanza los 500 000 artículos.
- 1 de febrero: Wikipedia en árabe egipcio alcanza los 100 000 artículos.